# Konsolidacja (psychologia)

Neuron – podstawowa cegiełka układu nerwowego, odpowiedzialna między innymi za proces konsolidacji.

Konsolidacja – w psychologii jest procesem utrwalania nabytych informacji (śladów pamięciowych, umiejętności) w mózgu. Zakłada się, że konsolidacja polega na długotrwałych zmianach neurofizjologicznych, skutkujących łatwiejszym wpływem neuronów na sąsiednie komórki nerwowe, bądź na zmianie ilości neuroprzekaźników, bądź też na wzroście ilości połączeń synaptycznych między neuronami (ta ostatnia możliwość nie jest jednak potwierdzona przez eksperymenty).
W początkowej fazie informacje przechowywane są w pamięci długotrwałej pod postacią dynamiczną, co oznacza, że mogą być tracone. Dopiero gdy zajdzie konsolidacja informacje przechowywane są w formie strukturalnej, co oznacza że są bardzo trwałe i łatwe do przywołania.
Proces konsolidacji może trwać nawet kilka lat. 
Niekiedy terminu „konsolidacja” używa się na określenie przejścia informacji z pamięci krótkotrwałej do pamięci długotrwałej.

## Literatura
- Lindsay H., Norman D.A.: Procesy przetwarzania informacji u człowieka. Warszawa: Wydawnictwo Naukowe PWN, 1991. ISBN 83-01-04689-9. Brak numerów stron w książce